# Thelypteris rosei
Thelypteris rosei là một loài thực vật có mạch trong họ Thelypteridaceae. Loài này được (Maxon) R.M. Tryon miêu tả khoa học đầu tiên năm 1977.